# 016号線 (チェコ)
チェコ国鉄016号線（チェコこくてつぜろいちろくごうせん）、別名フルヂム～ボロフラーデク線（チェコ語: Železniční trať Chrudim – Borohrádek）は、チェコ国鉄の鉄道線の名称である。
1899年、オーストリア・ハンガリー帝立王立国有鉄道の路線として開業した。

## 運行形態
全て各駅停車。運転系統はモラヴァニ・ホリツェを境に分かれており、モラヴァニ以北と以南を直通する列車は一日1往復に限られる。しかし、両系統はモラヴァニで7～9分程度の時間で接続している。

### フルヂム～モラヴァニ間
2時間に1本運行されており、上り・下りともモラヴァニで010号線のコリーン方面・トルジェボヴァー方面の双方に接続している。一日1往復のみホリツェに直通する。
2022年度以前は、平日2時間に1本、休日4時間に1本の運行であった。2024年度以前は、全列車がモラヴァニ以南の運行であった。

### モラヴァニ～ホリツェ間
概ね2時間に1本運行されており、上り・下りともモラヴァニで010号線のコリーン方面・トルジェボヴァー方面の双方に接続している。一日1往復のみフルヂムに直通する。
なお、2017-24年度は、一部が010号線のパルドゥビツェに乗り入れていた。2024年度以前は、フルヂム方面への直通列車が運行していなかった。

### ホリツェ～ボロフラーデク間（運休中）
2011年末以降運行を休止していたが、2014年末に運行を再開。一日あたり、平日6往復、土曜・休日3往復運行していた。2018年度は休日2往復の運行となり、2018年末以降運行を休止している。

## 駅一覧
以下では、チェコ国鉄016号線の駅と営業キロ、停車列車、接続路線などを一覧表で示す。なお、全て各駅停車である。ホリツェ以東は運行を休止している。
| 路線名 | 駅名                     | 駅間営業キロ | 累計営業キロ            | 累計営業キロ        | 接続路線 | 所在地                     | 所在地                         |
| ------ | ------------------------ | ------------ | ----------------------- | ------------------- | -------- | -------------------------- | ------------------------------ |
| 016    | フルヂム駅               | -            |                         | モラヴァニから 17.9 | 238号線  | パルドゥビツェ州           | フルヂム郡                     |
| 016    | フルヂム町駅             | 1.7          | ヘルジマヌーフから 13.5 | 16.2                |          | パルドゥビツェ州           | フルヂム郡                     |
| 016    | トゥニェホディ駅         | 5.1          | 18.6                    | 11.1                |          | パルドゥビツェ州           | フルヂム郡                     |
| 016    | ウーフルジェチツェ駅     | 1.0          | 19.6                    | 10.1                |          | パルドゥビツェ州           | フルヂム郡                     |
| 016    | ヴェイヴァノヴィツェ駅   | 1.0          | 20.6                    | 9.1                 |          | パルドゥビツェ州           | フルヂム郡                     |
| 016    | フロフーフ・ティーネツ駅 | 3.2          | 23.8                    | 5.9                 |          | パルドゥビツェ州           | フルヂム郡                     |
| 016    | ボルジツェ駅             | 2.2          | 26.0                    | 3.7                 |          | パルドゥビツェ州           | フルヂム郡                     |
| 016    | モラヴァニ駅             | 3.7          | 29.7                    | 0.0                 | 010号線  | パルドゥビツェ州           | パルドゥビツェ郡               |
| 016    | プラチェニツェ駅         | 1.6          | 31.3                    | 1.6                 |          | パルドゥビツェ州           | パルドゥビツェ郡               |
| 016    | ロヴェニ駅               | 2.4          | 33.7                    | 4.0                 |          | パルドゥビツェ州           | パルドゥビツェ郡               |
| 016    | ホリツェ駅               | 5.0          | 38.7                    | 9.0                 |          | パルドゥビツェ州           | パルドゥビツェ郡               |
| 016    | ホリツェ停留所           | 3.7          | 42.4                    | 12.7                |          | パルドゥビツェ州           | パルドゥビツェ郡               |
| 016    | ボロフラーデク駅         | 4.6          | 47.0                    | 17.3                |          | フラデツ・クラーロヴェー州 | リフノフ・ナド・クニェジノウ郡 |